# Randy Brecker
Ronald "Randy" Brecker (n. Cheltenham, Pensilvânia, 27 de novembro de 1945) é um trompetista estadunidense. Ele é altamente procurado devido às suas performances no gêneros de jazz, rock e R&B. Fez trabalhos, álbuns ou apresentações, com Stanley Turrentine, Billy Cobham, Bruce Springsteen, Lou Reed, Sandip Burman, Charles Mingus, Blood, Sweat & Tears, Horace Silver, Frank Zappa, o Parlamiament, Chris Parker, Jaco Pastorius, Dire Straits, e muitos outros.
Randy Brecker é o irmão mais velho do falecido saxofonista de jazz Michael Brecker (1949-2007). Juntos, eles lideraram as bandas Dreams e também a The Brecker Brothers, uma popular banda funk e fusion que gravou vários álbuns da década de 1990 até 1970.

## Discografia
- Child Is Father to the Man - Blood Sweat & Tears (1968) Columbia
- Score (1969) Blue Note
- In Pursuit of the 27th Man - Horace Silver Quintet (1972) Blue Note
- The Brecker Brothers (1975) Arista
- Back to Back - The Brecker Brothers (1976) Arista
- Don't Stop the Music - The Brecker Brothers(1977) Arista
- The Atlantic Family Live in Montreaux (1977)
- Heavy Metal Bebop The Brecker Brothers (1978)  Arista
- Invitation - Jaco Pastorius(1979)
- Detente - The Brecker Brothers (1980) Arista
- Straphangin' - The Brecker Brothers (1981) Arista
- Amanda(1985) Passport
- In the Idiom (1986) Denon
- Live at Sweet Basil (1988) GNP Crescendo
- Toe to Toe (1990) MCA
- Return of the Brecker Brothers - The Brecker Brothers (1992) GRP
- Out of the Loop - The Brecker Brothers (1994)GRP
- Into the Sun (1995)Concord Jazz
- A Prescription for the Blues - Horace Silver Quintet  (1997) Impulse!
- Hangin' in the City (2001) ESC
- 34th N Lex (2003) ESC
- Some Skunk Funk - com Michael Brecker (2005) Telarc
- Box of Photographs (2005) - Johnny Rodgers & The Johnny Rodgers Band